# Ahuehuete del Buen Retiro

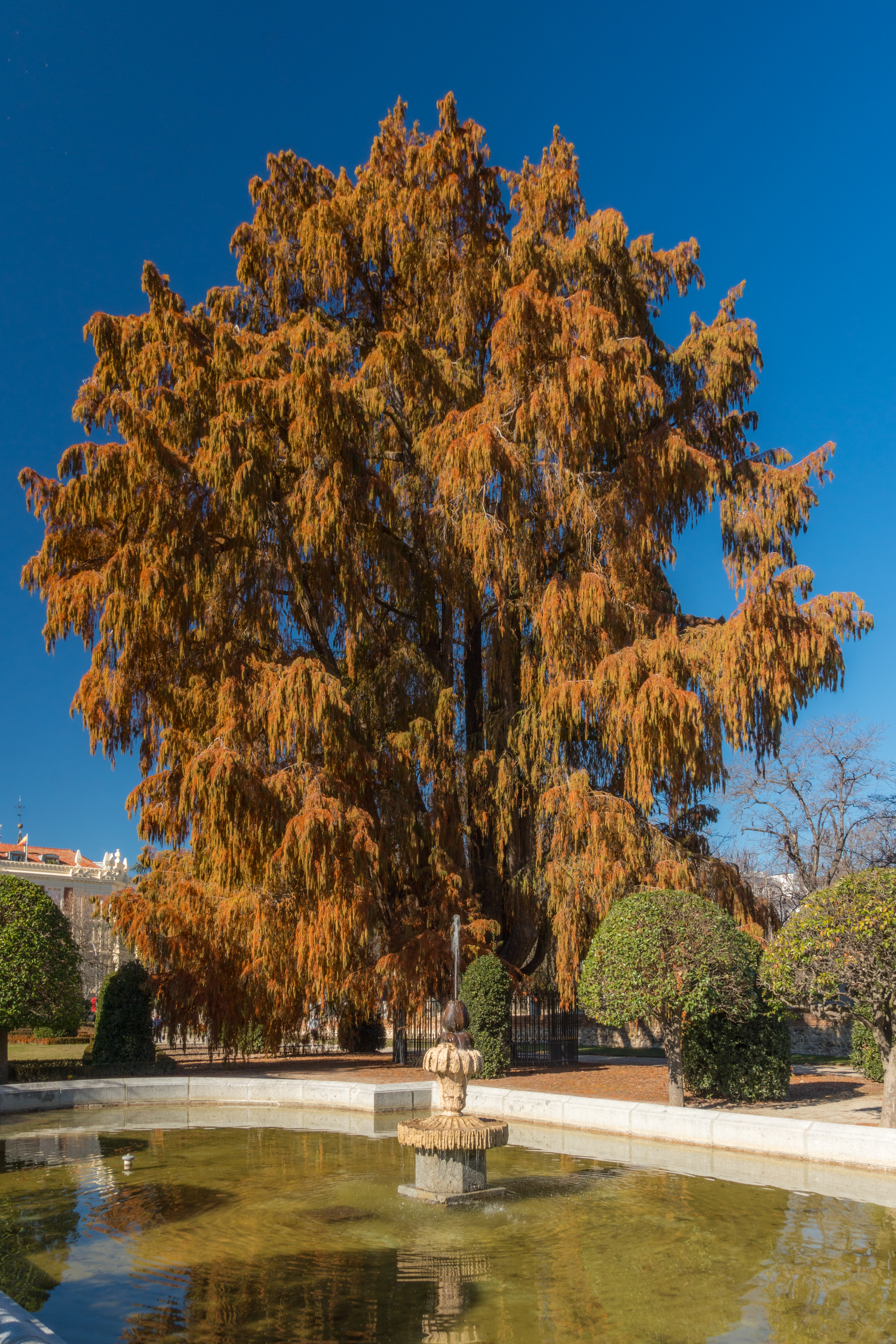
Ahuehuete del Parterre.

El Ahuehuete del Buen Retiro (Taxodium huegelii) o Ahuehuete del Parterre es uno de los árboles de más edad en Madrid situado en el Parque del Retiro de Madrid, catalogado con protección de árbol singular de la Comunidad de Madrid.

## Descripción
La palabra ahuehuete significa "viejo del agua" en náhuatl y hace referencia a su ámbito ecológico, ya que vive en entornos acuáticos, cerca de arroyos o pantanos. También se conoce esta especie de árbol como ciprés calvo mexicano.
El ahuehuete del Buen Retiro tiene un gran tronco con una extensa copa y ramas colgantes. El ahuehuete del Parterre tiene una altura de unos 25 metros con ramas extendidas desde cerca de la base con forma de candelabro.Tiene una constitución típica de estos árboles con un gran desarrollo aéreo que demuestra su buen acondicionamiento a las condiciones del jardín madrileño. El árbol se encuentra cerca de la entrada al jardín por la puerta de Felipe IV, situada frente al Casón del Buen Retiro. Desde la puerta de Felipe IV accedemos al parterre y a la izquierda se encuentra el Ahuehuete, junto al jardín francés.

## Historia
Los Ahuehuetes son originarios de México, crecen en zonas pantanosas y pueden vivir más de 500 años. Uno de los árboles con más edad conocido en el mundo es el Árbol de Santa María del Tule que tiene más de 2.000 años. En la cultura azteca se atribuyó aspectos sagrados a esta especie de árbol.
Es uno de los árboles más antiguo de Madrid situado junto a dos grandes cipreses. La edad del ahuehuete del Parterre da lugar a numerosas historias, la más antigua habla de su plantación en 1620 cuando se ubicaba en el Real Sitio del Buen Retiro (Madrid). Según una de las historias, el Ahuehuete del Buen Retiro sobrevivió a la tala que realizaron en el Parque las tropas francesas al instalarse allí en la época de la invasión napoleónica, cuando el tronco se utilizó para situar una pieza de artillería. Si nos atenemos a la historia del Parque del Retiro de Madrid, el parque real pasó a ser público y se abrió a todos los madrileños en 1868. 
Este árbol de origen americano se adaptó al clima y suelo madrileño y se mantiene con una altura de unos 25 metros y un tronco con 6,40 metros de perímetro según las medidas tomadas por el ayuntamiento.

### Controversia sobre la edad
Según la tradición el ahuehuete del Parque del Retiro de Madrid data del siglo XVI; incluso una leyenda cuenta que fue Cristóbal Colón quien trajo unas semillas de ahuehuete desde América. Otra de las leyendas pretende convertir a este anciano árbol en descendiente de aquel en el que Hernán Cortes lloró la sangrienta derrota frente a los aztecas en la llamada Noche Triste del 30 de junio de 1520. Otra tercera versión sobre su procedencia, considera que su plantación estaría directamente relacionada con las primeras plantaciones realizadas para ajardinar el Retiro en 1633, por parte del Conde-Duque de Olivares para disfrute del rey Felipe IV.
Hoy en día y según las últimas investigaciones por parte de diferentes expertos la hipótesis más verosímil estima que el árbol fue plantado durante el reinado de Isabel II de España. Está teoría además viene reforzada por el hecho que para la construcción del parterre se eliminó toda la vegetación anterior a 1714. 
Las primeras semillas o plantones de esta especie llegaron a España a finales del siglo XVIII procedentes de las expediciones naturalistas por América encargadas por la Corona española, en plena Ilustración. De hecho, el ahuehuete de los Jardines del Príncipe en Palacio Real de Aranjuez tiene su origen en estas expediciones. 
Otra teoría cree que ambos ejemplares pudieron llegar a Madrid hacia 1790 tras haberse aclimatado primeramente en los jardines de Puerto de la Cruz, en la isla de Tenerife. Si bien el árbol de Aranjuez es bastante más grande, algo que podría hacer pensar que no son de la misma época; e incluso podría ser que fuese en Aranjuez donde se proporcionasen semillas y plantones de esta especie para otros lugares de España. 
Diversos especialistas, entre ellos técnicos del propio Ayuntamiento de Madrid, consideran incluso que el árbol del Retiro es posterior a 1814, ya que afirman  que procede de las plantaciones llevadas a cabo en el parque tras haber quedado arrasado durante la Guerra de la Independencia. Esta teoría ha sido publicada en el Primer informe del grupo de expertos del arbolado del Parque del Buen Retiro del Ayuntamiento de Madrid, el 20 de noviembre de 2004. Teoría refrendada documentalmente, en el libro de Ramón Guerra de la Vega apunta que su plantación se realizó en el siglo XIX.

## Taxonomía
El Ahuehuete del Buen Retiro pertenece a la especie Taxodium huegelii (o Taxodium mucronatum, en la taxonomía tradicional), una conífera procedente de Centroamérica emparentada con el ciprés de los pantanos (Taxodium distichum).
Además del nombre "ahuehuete", a esta especie se la conoce también como ciprés de Moctezuma y sabino.
El Ahuehuete es el árbol nacional de México desde 1921 en reconocimiento a que se desarrolla en todo el país.

## Árboles singulares de la Comunidad de Madrid
Aparece catalogado como Ahuehuete del Parterre en la Ficha de Árboles singulares de la Comunidad de Madrid, con la siguiente descripción:
"Árbol de gran porte, de hojas persistentes o semipersistentes, lineares caedizas, desprendiéndose adheridas a las ramitas, que están dispuestas en dos planos. Con piñas ovoideas de 12-15 mm de longitud. Este ejemplar está ramificado casi desde la base en numerosas y gruesas ramas ascendentes, que le dan forma de candelabro. Alcanza una altura de 25 metros con un diámetro de copa de 24 metros y un perímetro en su tronco de 5,50 metros. Se le ha calculado una edad aproximada de 360 años."
El ayuntamiento de Madrid tiene un Plan Director del Arbolado de los Jardines del Buen Retiro que incluye este árbol.